# Persephonaster rhodopeplus
Persephonaster rhodopeplus är en sjöstjärneart som beskrevs av James Wood-Mason och Alcock 1891. Persephonaster rhodopeplus ingår i släktet Persephonaster och familjen kamsjöstjärnor. Inga underarter finns listade i Catalogue of Life.